# 1981年若望保祿二世遇刺事件

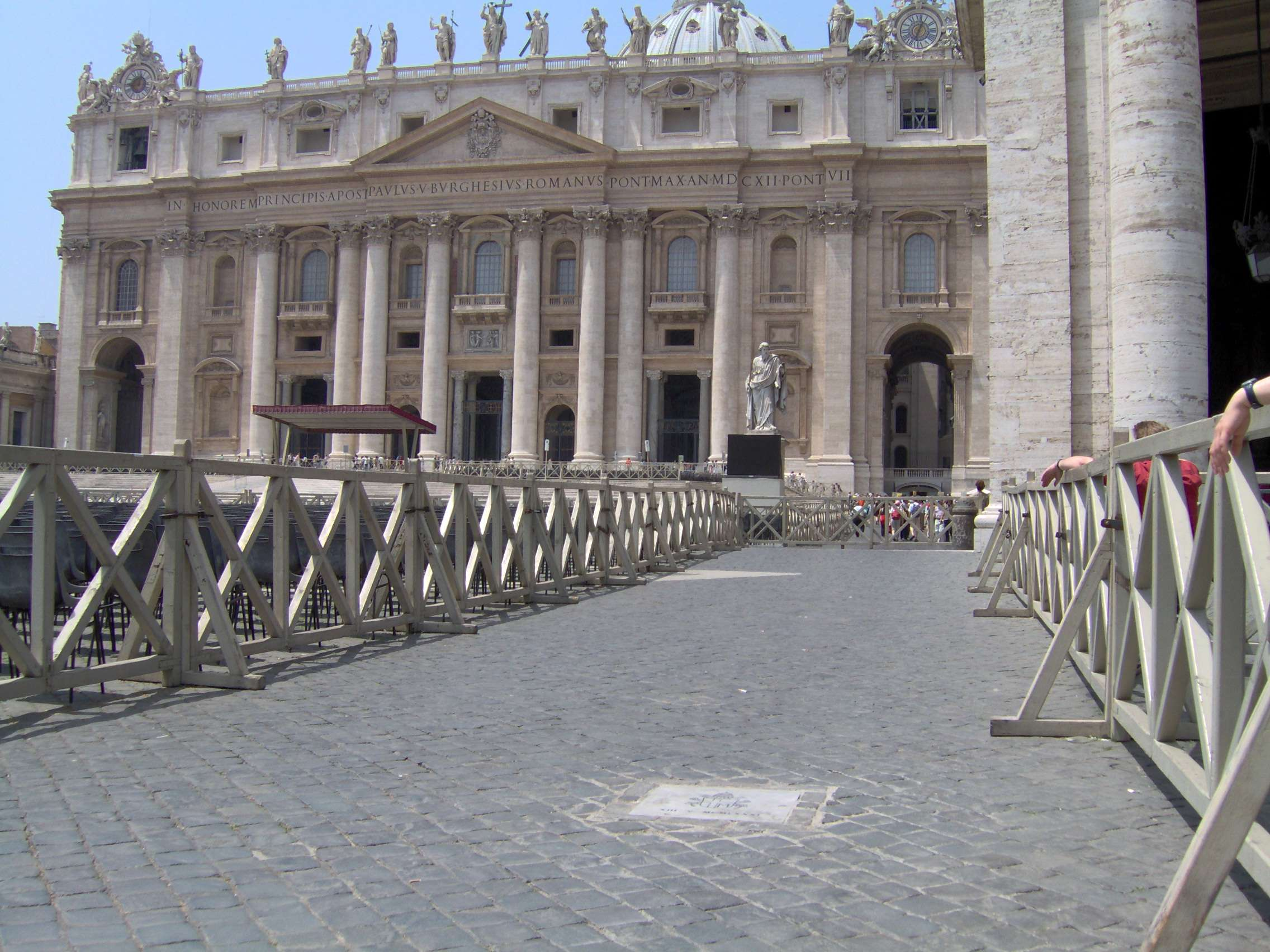
圣伯多禄广场上由石板标记的枪击发生地点

1981年5月13日，教宗圣若望保禄二世在进入梵蒂冈城的圣伯多禄广场时被穆罕默德·阿里·阿贾开枪击伤，教宗当时身中两枪，并严重失血；凶手立即被捕，后来被意大利法院判处终身监禁。教宗后来原谅了阿贾，应教宗的请求，时任意大利总统卡洛·阿泽利奥·钱皮赦免了阿贾，并于2000年6月将他驱逐回土耳其。后来，阿贾于2007年皈依了罗马天主教。

## 刺杀事件过程

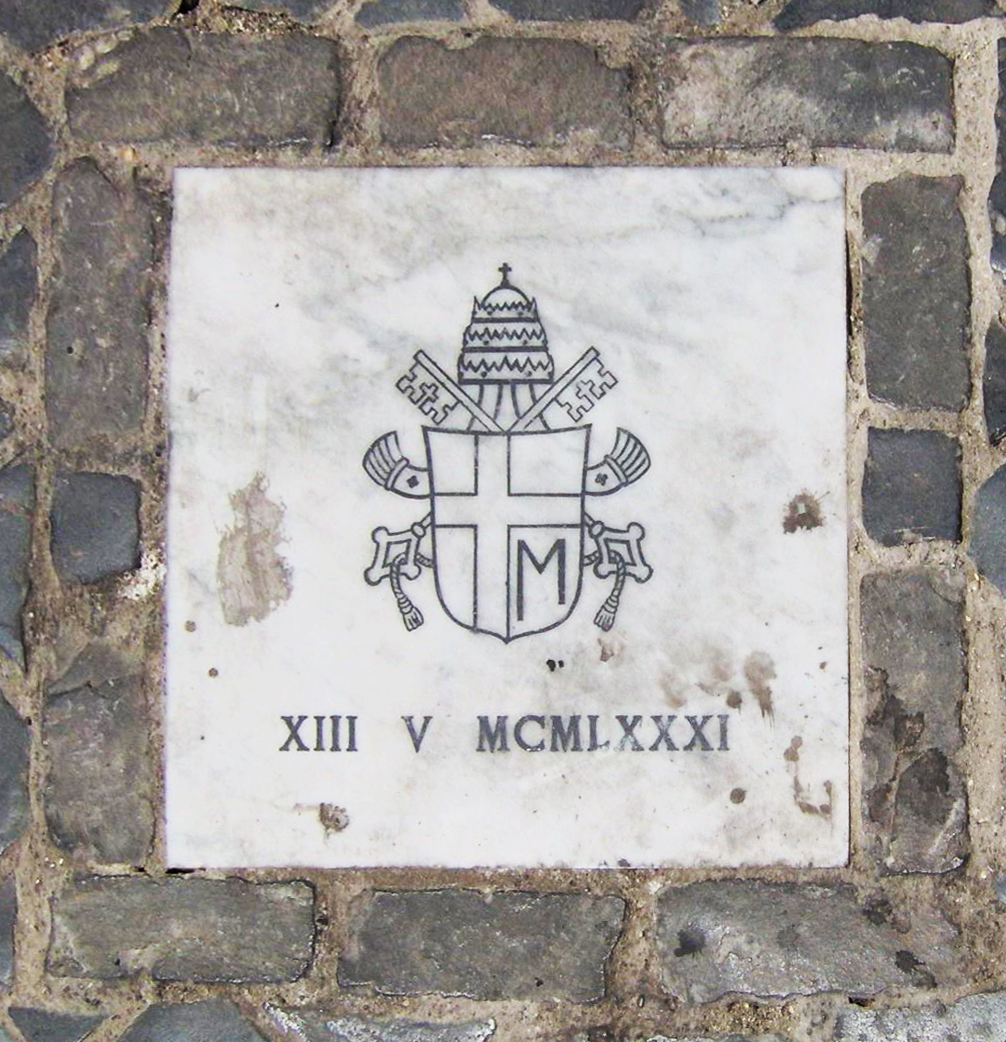
一块小大理石板标记的枪击地点，石板上面刻有若望保禄二世的教宗牧徽和罗马数字日期。

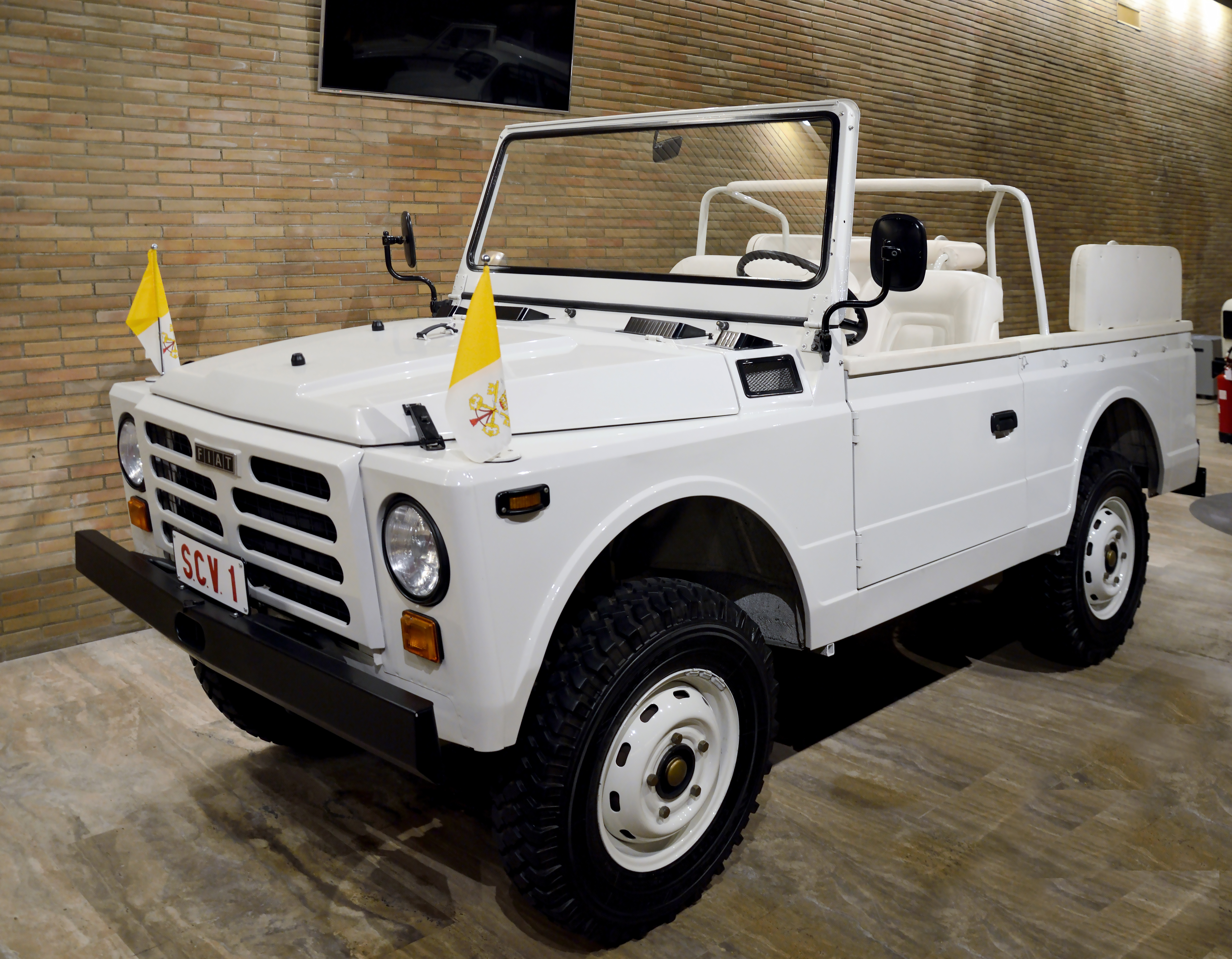
若望保禄二世遇刺时乘坐的菲亚特教宗座驾，这辆车现在在梵蒂冈博物馆。

1979年，《纽约时报》的报道称阿贾为“一名自称为凶手的伊斯坦布尔报社记者”（土耳其国民报的编辑阿卜迪·伊佩克奇），他曾将教宗描述为“十字军东征的幕后首领”，并威胁说如果教宗不取消计划于1979年11月下旬进行的对土耳其的访问，他将枪击教宗。该报还于1979年11月28日报道，这次刺杀是为了报复当时仍在进行的麦加禁寺围困事件，该事件始于11月20日，他将该事件归咎于美国或以色列。
从1980年8月开始，也许是为了隐藏他保加利亚索非亚的原籍地，阿贾更换护照和身份，化名维尔佩里（Vilperi）开始穿梭于地中海地区，並于1981年5月10日从米兰乘火车进入罗马。根据阿贾后来的证词，他在罗马会见了三名同伙，一名是土耳其人，两名是保加利亚人，而该行动由保加利亚驻意大利武官齐洛·瓦西列夫（Zilo Vassilev）指挥。他说，这项任务是保加利亚的土耳其黑手党贝基尔·切伦克委派的；据阿贾说，计划是他和后备枪手奥拉尔·切利克在圣彼得广场向教宗开火，并在小型爆炸产生的恐慌的掩护下逃往保加利亚大使馆。
5月13日事件当天，阿贾先是坐在广场上写明信片，等待教宗的到来；当教宗穿过一群支持者时，阿贾在17点17分用一把发射9×19毫米鲁格弹的勃朗宁大威力半自动手枪开了四枪，将他打成重伤。当人群还在震惊时，阿贾逃离了现场，并将手枪扔到了卡车下面处理掉，但被梵蒂冈警卫队负责人卡米洛·奇宾、一名修女和几名观众抓住，他们阻止他开枪和逃跑，阿贾随即被捕。一共有两颗子弹击中了若望保禄二世：一枪击中了他的躯干，险些击中重要器官，第二枪击中了他的左手食指。同时也有两名观众受伤：来自水牛城的安·奥德雷（Ann Odre）胸部中弹，来自法兰克福的罗斯·霍尔（Rose Hall）手臂受轻伤。教宗被立即送往医院，而有关当局则在现场搜查证据；切利克惊慌失措，没有引爆炸弹或开火，就逃走了。

## 凶手后续
阿贾于1981年7月因刺杀未遂被判处终身监禁，但在2000年6月应教宗的请求，阿贾被时任意大利总统卡洛·阿泽利奥·钱皮赦免。随后他被引渡到土耳其，在那里他因1979年谋杀左翼记者阿卜迪·伊佩克奇和在1970年代进行的两次银行袭击而被监禁。虽然他在2004年11月请求提前释放，但土耳其法院宣布他要到2010年才有资格获释。尽管如此，他还是在2006年1月12日获得假释。然而，2006年1月20日，土耳其最高法院裁定，他在意大利服刑的时间不能抵扣他在土耳其的刑期，他又被送回监狱。在入狱近29年后，阿贾最终于2010年1月18日出狱。

## 与教宗若望保禄二世的关系
枪击事件发生后，教宗若望保禄二世要求人们“为我的兄弟阿贾祈祷......我真诚地原谅了他。” 1983 年，教宗在关押阿贾的罗马雷比比亚监狱与他会面并私下交谈。据报道，阿贾在访问结束时亲吻了教宗的戒指；也有些人误以为教宗听取了阿贾的忏悔。多年来，教宗也与阿贾的家人保持联系，1987年与他的母亲会面，十年后与他的兄弟米埃津·阿贾（Muezzin Ağca）会面。
尽管阿贾被引述说“对我来说（教宗）是一切资本主义的化身”，并试图谋杀他，但阿贾与教宗还是建立了友谊。在2005年2月上旬教宗生病期间，阿贾致信教宗祝他一切顺利。

## 刺杀动机
关于阿贾的刺杀行为存在多种理论。其中一个理论最初在美国媒体上大肆宣传，自1980年代初期以来被美国历史学家迈克尔·莱丁和作家、记者克莱尔·斯特林等人大力提倡，认为刺杀企图起源于莫斯科，克格勃指示保加利亚国家安全委员会和史塔西执行此任务。 据称，克格勃指示保加利亚特勤局刺杀教宗，因为他支持波兰的团结工会活动，将教宗视为对苏联东欧霸权最大的威胁之一。 而诺姆·乔姆斯基和爱德华·塞缪尔·赫尔曼则相反，在他们的《制造共识︰大众传播的政治经济学》（1988年）一书中将此称为“虚假信息新闻”的传播，因为他们认为没有证据支持这一说法。而《英国独立报》的沃尔夫冈·阿赫特纳（Wolfgang Achtner）称其为“最成功最被广为人知的虚假新闻之一”。
阿贾本人则在不同时间就刺杀事件发表了多次相互矛盾的陈述。律师安东尼奥·马里尼（Antonio Marini）表示：“阿贾操纵了我们所有人，说了数百个谎言，不断更改版本，迫使我们展开数十项不同的调查。” 最初，阿贾自称是马克思主义解放巴勒斯坦人民阵线（PFLP）的成员，但他们否认与阿贾有任何关联。

### 与保加利亚的联系
在刺杀未遂之后，阿贾在被拘留期间声称，在行动之前，他曾多次前往保加利亚索非亚，他声称在那里与一名在罗马的保加利亚特工有过接触，该特工的掩护是保加利亚国家航空公司办公室。事件发生后不久，根据阿贾的证词，在罗马为巴尔干航空公司工作的保加利亚人谢尔盖·安东诺夫被捕，并被指控为策划阴谋的保加利亚特工。 1986年，经过三年的审讯，他被宣布无罪。
根据中央情报局驻土耳其总长保罗·伯纳德·亨齐的说法，阿贾后来表示，在索非亚，保加利亚特勤局和土耳其黑手党曾与他有过接触，他们愿意出价300万德国马克刺杀教宗。一些作家，包括爱德华·塞缪尔·赫尔曼，他与弗兰克·布罗德黑德（Frank Brodhead）合著了《保加利亚联系的兴衰》（1986 年），还有迈克尔·帕伦蒂，都认为阿贾的故事很可疑，因为阿贾在被单独监禁并接受意大利军事情报局（SISMI）特工的探视前，没有声称保加利亚参与其中。1991年9月25日，中央情报局前分析师梅尔文·A·古德曼（Melvin A. Goodman；现为国际政策中心高级研究员）声称他的同事们奉命伪造了他们的分析以支持指控，他向美国参议院情报委员会阐述，“中央情报局没有任何证据”证明这一所谓的“与保加利亚的联系”。
法院主席塞韦里诺·圣阿皮基和法官佛朗哥·永塔（Franco Ionta）的调查都没有发现SISMI栽赃阿贾故事的证据。一位撰写了指责西方情报机构刺杀企图书籍的法国律师克里斯蒂安·鲁莱特（Christian Roulette）在法庭上作证说，他提到的文件证据实际上并不存在。

### 灰狼组织
法国《外交世界报》称，土耳其极端民族主义组织「灰狼组织」的领导人阿卜杜拉·恰特勒组织了这次刺杀计划，“以为灰狼组织换取300万德国马克”。在罗马，恰特勒于1985年向法官宣称，“德国联邦情报局曾与他联系，如果他将俄罗斯和保加利亚情报机构牵涉到刺杀教宗的企图中，该机构会答应给他一笔可观的金钱”。根据灰狼组织的创始人阿尔帕尔斯兰·蒂尔凯什上校的说法，“恰特勒在为国家谋福利的秘密服务框架内进行合作”。

### 米特罗欣委员会的主张
据意大利报纸《晚邮报》报道，在前东德情报部门史塔西找到的文件证实，1981年针对教宗若望保禄二世的刺杀行动是苏联克格勃下令的，并指派保加利亚和东德特工，由史塔西来协调行动并在事后掩盖痕迹。然而，前史塔西间谍大师、侦察总局局长马库斯·沃尔夫否认对此有任何联系，并声称这些文件已于1995年发送。
2006年3月，在即将举行的全国选举中，由西尔维奥·贝卢斯科尼成立并由意大利力量党参议员保罗·古扎蒂领导的备受争议的米特罗欣委员会再次支持保加利亚的理论，尽管该理论曾被若望保禄二世本人在访问保加利亚期间予以谴责。参议员古扎蒂声称“前苏联领导人是刺杀事件的幕后黑手”，声称“苏联领导人主动提出了消灭教宗若望保禄二世的提议”，因为他支持波兰团结工会，“将这一决定传达给军方特勤部门（而不是克格勃）”。该报告的说法是基于最近的计算机照片分析，认为枪击事件时安东诺夫有出现在圣伯多禄广场，以及法国反恐法官让-路易·布吕吉埃提供的信息。但布吕吉埃是一位有争议的人物，在此之前最近的举动是控告卢旺达总统保罗·卡加梅为了夺取权力而故意挑起针对自己种族的1994年卢旺达种族大屠杀。据法国《费加罗报》报道，布吕吉埃与莫斯科和华盛顿（包括情报人员）都保持着密切联系，他的许多同事指责他“将国家利益置于法律之上。”
俄罗斯和保加利亚都谴责了这份报告。时任保加利亚外交部发言人迪米特尔·灿切夫说：“对保加利亚来说，这起案件已经因1986年3月在罗马的法院判决而结案”，同时还回顾了教宗在2002年5月访问保加利亚期间的评论。古扎蒂参议员说，在教宗在他的最后一本书《回忆与认同》中写到这件事之后，委员会决定重新打开报告中关于2005年暗杀企图的章节。教宗写道，他确信枪击事件不是阿贾发起的，并且“是其他人策划的，也是其他人委托的”。米特罗欣委员会还声称，意大利前总理罗马诺·普罗迪是“克格勃在意大利的人”。
2006年12月底，古扎蒂参议员的主要线人之一马里奥·斯卡拉梅拉被捕，并被指控诽谤等罪名。意大利《共和国报》援引负责调查斯卡拉梅拉的罗马检察官彼得罗·萨尔维蒂（Pietro Salvitti）指出，在伊玛目拉皮托案中被起诉的意大利军事情报局局长尼科洛·波拉里，以及在2006年7月因同样原因被捕的二号人物马尔科·曼奇尼 以及斯卡拉梅拉都是古扎蒂参议员的线人。根据萨尔维蒂的说法，这个“网络”除了针对罗马诺·普罗迪及其工作人员外，还旨在诽谤朱塞佩·库基（Giuseppe Cucchi）将军（意大利情报与安全服务执行委员会CESIS现任主任）、负责伊玛目拉皮托案的米兰法官阿尔曼多·斯帕塔罗和圭多·萨尔维尼，以及发现尼日尔铀伪造品事件的《共和国报》记者卡洛·博尼尼和朱塞佩·达万佐。调查还显示了斯卡拉梅拉与中央情报局之间的联系，特别是通过现居住在美国的菲利波·马里诺（Filippo Marino），他是斯卡拉梅拉自1990年代以来最亲密的合作伙伴之一，也是ECPP的联合创始人。马里诺在接受采访时承认与前中央情报局官员和现役中央情报局官员有关联，其中包括前中央情报局驻米兰站长罗伯特·塞尔登·莱迪，检察官阿尔曼多·斯帕塔罗指控他参与协调了绑架阿布·奥马尔和伊玛目拉皮托案。

### 梵蒂冈的间谍
2009 年，记者和前陆军情报官员约翰·凯勒（John Koehler）出版了《梵蒂冈间谍：苏联对抗天主教会的冷战》一书。通过对东德和波兰秘密警察的档案的深入分析，声称这次刺杀是“克格勃支持的”并提供了细节。

## 外部連結
- Records of the RFE Rome Bureau on Antonov trial (boxes 16–19) （页面存档备份，存于）, 开放社会档案馆